# Asphodèle (poème)
Pour les articles homonymes, voir Asphodèle (homonymie).
Asphodèle (Asphodel, that greeny flower) est un poème écrit par le poète américain William Carlos Williams, publié initialement dans le recueil Journey to Love,, puis séparément, en 1954. Après la publication de Paterson, William Carlos Williams est désormais un poète reconnu, docteur honoris causa de plusieurs universités américaines, enchaînant les lectures dans tous les États-Unis et acclamé par la Beat generation.
Le poème se compose de trois livres et d'une coda. Il s'agit d'un poème d'amour adressé à sa femme, « Flossie », avec laquelle il est marié depuis 1912, et qui est comparée à la fleur du titre, mais aussi d'une méditation sur la vieillesse et sur la culture, tout en reprenant des éléments de poésie objectiviste dont Williams a été un des maîtres. Comme chacune des œuvres majeures de Williams, celle-ci est basée sur la polyphonie et les changements de registre sans transition.
C'est selon Alain Pailler un « poème de la mort qui approche », dans lequel apparaît une forte subjectivité, sans pour autant que les théories objectivistes de Williams ne soient abandonnées : le poète réfléchit ici sur le regard qui construit les objets.

## Éditions
- Asphodel, that greeny flower, New York, New Directions, 1954.
- Asphodèle, traduction d'Alain Pailler, Paris, Éditions de La Différence, 1991.
- Asphodèle. Tableaux d'après Breughel, traduction et présentation d'Alain Pallier, Paris, Points/Poésie, 2007.